# 乙沙站 (馬尼拉輕軌)
乙沙站位在馬尼拉大都會帕賽市，屬於馬尼拉輕軌1號線的車站，於1984年12月1日正式啟用。該車站鄰近塔夫脱大道和桑托斯大道（又名乙沙大道）路口，為帕賽市的交通服務。2018年，本站安裝了智慧看板廣告。
本站接近3號線的終點站塔夫脱大道站，乘客能藉由通道往返兩站。周邊亦有巴士站，乘客可搭乘長途巴士前往南邊的甲米地省、八打雁省及拉古納省。
2019年6月26日，車站開始進行擴建工程，全站面積由70平方米增加至400平方米，每日可運輸超過52,000名乘客。10月21日，以超過預期進度的速度竣工，其中包括新建了通往百貨公司及鄰近地區的通道，站內方面則拆卸驗票閘門以擴展車站的空間，並更換屋頂提高了車站高度，除此之外還升級了消防通道、休息室、無障礙坡道、LED照明設備、室內油漆作業和地板。

## 周邊設施
沿著乙沙大道向西可抵達SM亞洲購物中心、馬尼拉喜來得大酒店等地點，日本駐菲律賓大使館也在車站周邊。

## 車站結構
| 3樓  | 側式月台，車門由右側開啟 | 側式月台，車門由右側開啟                                             |
| 3樓  | A月台                    | ← 1號線 小費爾南多·波因方向                                          |
| 3樓  | B月台                    | → 1號線 桑托斯博士方向 →                                             |
| 3樓  | 側式月台，車門由右側開啟 |                                                                      |
| 2樓  | 車站大廳                 | 驗票閘門、售票亭、車站控制、商店、 MRT3 塔夫脱大道站、都會點購物中心 |
| 地面 | 街區                     |                                                                      |

## 站景

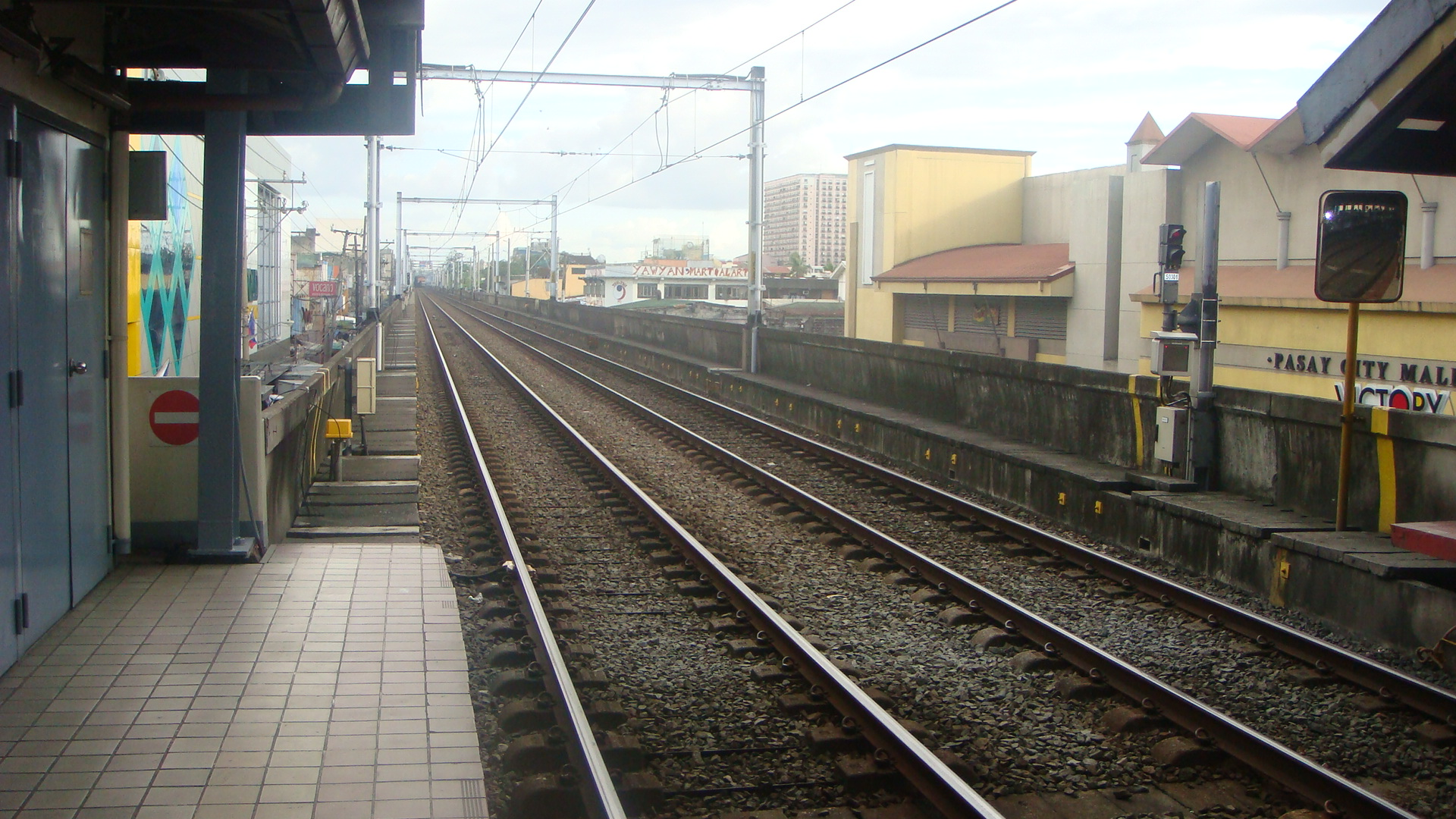
從車站望向鐵道
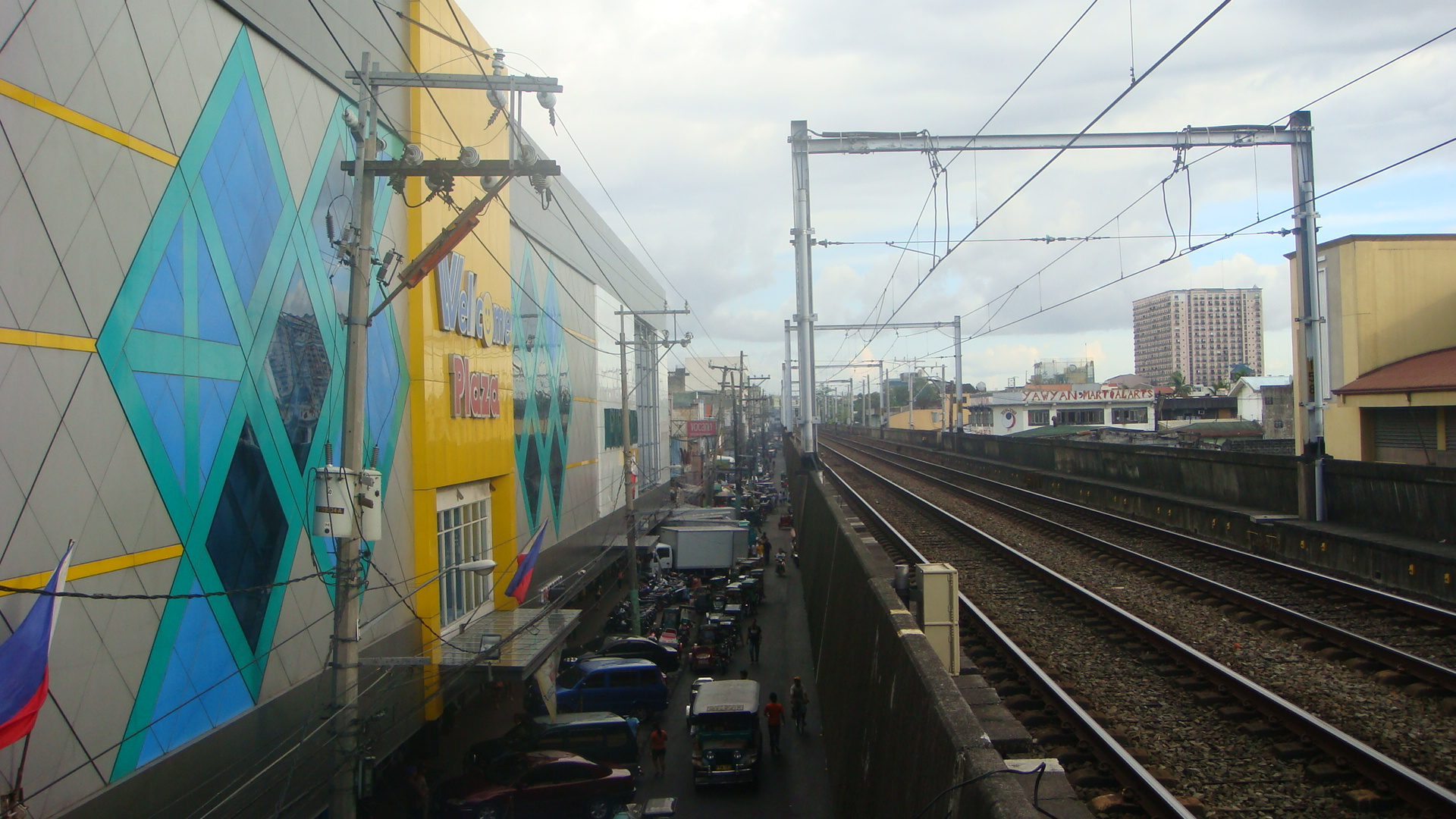
從車站望向周邊商場